# Pueraria mirifica
La Pueraria mirifica, conocida también como kwao krua o butea superba, es una planta de la familia Fabaceae que crece principalmente en Tailandia y Birmania.
Sus tubérculos contienen algunos fitoestrógenos como el miroestrol y el deoximiroestrol.
Aunque se le atribuyen propiedades relacionadas con el aumento del tamaño de los pechos y con la mejora del crecimiento del cabello, y debido a ello es utilizada en diversos productos cosméticos y suplementos alimenticios, esas supuestas propiedades carecen de cualquier base científica a pesar de los diversos estudios médicos llevados a cabo, que no han confirmado ninguno de sus supuestos beneficios para la salud.
Debido a ello, la Comisión Federal de Comercio de Estados Unidos ha emprendido diversas acciones legales contra los vendedores de estos productos, por considerarlos fraudulentos.